# Jack Davenport
Jack Davenport (Merton kerület, 1973. március 1. –) angol színész. Felesége Michelle Gomez színésznő.

## Ifjúsága
Nigel Davenport és második felesége, Maria Aitken fiaként Jack Davenport élete első hét évében Ibizán élt. Hétéves volt, mikor szülei elváltak, s egy kollégiumba, a The Dragon Schoolba küldték a fiukat, hogy ne kelljen jelen lennie a válással járó procedúráknál. Ezután a Cheltenham Főiskolára jelentkezett.

## Színészi pályafutása
Davenport sohasem gondolta volna, hogy a színészetet választja. Ez a pálya akkor merült fel, mikor kihagyott egy évet a főiskolán. Egy nyári drámaszakkörön figyelt fel rá a Walesi Nemzeti Színház egyik rendezője, s felajánlotta neki, hogy dolgozzon vele. Davenport 18 évesen Walesben kötött ki, ahol kisebb szerepeket játszott a Hamletben, és összebarátkozott Rhys Ifans színésszel.
A következő évben felvették a UEA-ra (University of East Anglia), ahol a filmismeretekre és az angol irodalomra koncentrált. Az egyetemen ismét játszott, de ekkor még nem érdekelte komolyabban a szakma. Davenportot valójában a stábban való munka vonzotta. Miután megszerezte diplomáját, édesanyja tanácsára levelet írt John Cleese-nek, munkát kérve a színész következő filmje, a Fészkes fenevadak forgatásán, hogy igazi tapasztalatot szerezhessen a kamera mögött. Cleese azonban továbbküldte a levelet a szereplőválogatókhoz, így Davenportra kiosztották egy állatkerti alkalmazott szerepét; egy kis részt, kevés szöveggel. Ez volt az első tényleges munkája a kamerák előtt, s ekkor érezte úgy, hogy megtetszett neki a színészet. Miután a Fészkes fenevadak forgatása befejeződött, ügynököt is talált magának, aki szerzett számára egy meghallgatást Miles Stewart szerepére a BBC televíziós játékfilmsorozatába, a This Life-ba. Ez jelentette a színész számára az első igazi lépést a hírnév felé.
Azóta Davenport számos sikeres filmben és tévésorozatban játszott, úgymint A tehetséges Mr. Ripley, a Coupling és az Ultraviolet című sorozatok, illetve nemrégiben A Karib-tenger kalózai: Holtak kincse és A világ végén.
Karrierje alatt Davenport egyedi orgánumát külön kamatoztatta a John Buchan: 39 lépcsőfok narrátoraként, illetve rögzített felvételek Anthony Burgess Mechanikus narancsához a BBC-nél. Szintén hangját szolgáltatja a brit Mastercard reklámokhoz.

## Filmográfia

### Film
| Év   | Magyar cím                                   | Eredeti cím                                            | Szerep                 | Magyar hang          |
| ---- | -------------------------------------------- | ------------------------------------------------------ | ---------------------- | -------------------- |
| 1997 | Fészkes fenevadak                            | Fierce Creatures                                       | állatkerti munkás      | nem szólal meg       |
| 1998 | Múmia mese                                   | Tale of the Mummy                                      | Bartone nyomozó        | Kautzky Armand       |
| 1998 | A krokodilok bölcsessége                     | The Wisdom of Crocodiles                               | Roche őrmester         | Czvetkó Sándor       |
| 1999 | A tehetséges Mr. Ripley                      | The Talented Mr. Ripley                                | Peter Smith-Kingsley   | Széles Tamás         |
| 2000 |                                              | Offending Angels                                       | Rory                   |                      |
| 2001 | Cigánylány                                   | Gypsy Woman                                            | Leon                   | Kárpáti Levente      |
| 2001 | A bunker                                     | The Bunker                                             | Ebert őrvezető         | Koncz István         |
| 2001 |                                              | Not Afraid, Not Afraid                                 | Michael                |                      |
| 2001 |                                              | Subterrain                                             | üzletember             |                      |
| 2003 | A Karib-tenger kalózai: A Fekete Gyöngy átka | Pirates of the Caribbean: The Curse of the Black Pearl | James Norrington       | Sebestyén András     |
| 2004 |                                              | Terrible Kisses                                        | férfi                  |                      |
| 2004 | Rochester grófja – Pokoli kéj                | The Libertine                                          | Harris                 | Zámbori Soma         |
| 2005 | Lagzi-randi                                  | The Wedding Date                                       | Edward Fletcher-Wooten | Bartucz Attila       |
| 2006 | A Karib-tenger kalózai: Holtak kincse        | Pirates of the Caribbean: Dead Man's Chest             | James Norrington       | Széles Tamás         |
| 2007 | A Karib-tenger kalózai: A világ végén        | Pirates of the Caribbean: At World's End               | James Norrington       | Széles Tamás         |
| 2009 | Rockhajó                                     | The Boat That Rocked                                   | Dominic Twatt          | Széles Tamás         |
| 2009 |                                              | That Deadwood Feeling                                  | Jack                   |                      |
| 2011 | A kulcsember                                 | The Key Man                                            | Bobby                  |                      |
| 2011 |                                              | Mother's Milk                                          | Patrick Melrose        |                      |
| 2014 | Kingsman: A titkos szolgálat                 | Kingsman: The Secret Service                           | Lancelot               | Széles Tamás         |
| 2016 | Gernika                                      | Guernica                                               | Vasyl                  | Viczián Ottó         |
| 2016 |                                              | Americana                                              | Calib                  |                      |
| 2016 | Egy egyesült királyság                       | A United Kingdom                                       | Alistair Canning       | Szabó Sipos Barnabás |
| 2017 |                                              | The Tank                                               | Will Sacks             |                      |
| 2017 | Vad esküvő                                   | The Wilde Wedding                                      | Rory Darling           | Kárpáti Levente      |
| 2017 |                                              | The Stolen                                             | Joshua McCullen        |                      |

Rövidfilmek
- 1999: The Cookie Thief – férfi
- 2001: Look – Stanley
- 2005: A Higher Agency – John
- 2013: Haven't We Met Before? – férfi
- 2014: Death Knight Love Story – Zeliek (hangja)
- 2021: Dagger – Will (hangja)

### Televízió
| Év        | Magyar cím                    | Eredeti cím                           | Szerep                             | Megjegyzések                                                             |
| --------- | ----------------------------- | ------------------------------------- | ---------------------------------- | ------------------------------------------------------------------------ |
| 1996–1997 | Ilyen az élet                 | This Life                             | Miles Stewart                      | állandó szereplő (32 epizód)                                             |
| 1997      | Éjjeli lepke                  | The Moth                              | Robert Bradley                     | tévéfilm                                                                 |
| 1998      |                               | Macbeth                               | Malcolm                            | tévéfilm                                                                 |
| 1998      |                               | Ultraviolet                           | Michael Colefield nyomozó őrmester | minisorozat (6 epizód)                                                   |
| 1999      | Ramsay – Forráspont           | Boiling Point                         | narrátor                           | minisorozat (5 epizód)                                                   |
| 1999      |                               | Omnibus                               | narrátor                           | 1 epizód                                                                 |
| 2000      |                               | The Wyvern Mystery                    | Harry Fairfield                    | tévéfilm                                                                 |
| 2000–2004 | Páran párban                  | Coupling                              | Steve Taylor                       | állandó szereplő (28 epizód)                                             |
| 2001      |                               | Scribbling                            | narrátor                           | 1 epizód                                                                 |
| 2002      |                               | The Real Jane Austen                  | Henry Austen                       | dokumentumfilm                                                           |
| 2002      |                               | Dickens                               | Charley Dickens                    | minisorozat (2 epizód)                                                   |
| 2003      |                               | Eroica                                | Lobkowitz herceg                   | tévéfilm                                                                 |
| 2003      |                               | The Welsh Great Escape                | narrátor                           | tévéfilm                                                                 |
| 2004      |                               | The Boy Who Would Be King             | narrátor                           | tévéfilm                                                                 |
| 2004      | Agatha Christie: Marple       | Agatha Christie's Marple              | Harper főfelügyelő                 | - 1 epizód - (Holttest a könyvtárszobában) - magyar hangja Széles László |
| 2005–2007 | Mary Bryant                   | The Incredible Journey of Mary Bryant | Ralph Clarke hadnagy               | - minisorozat (3 epizód) - magyar hangja Jakab Csaba                     |
| 2007      |                               | This Life + 10                        | Miles Stewart                      | tévéfilm                                                                 |
| 2008      | Szvingerek                    | Swingtown                             | Bruce Miller                       | 13 epizód                                                                |
| 2009–2010 | FlashForward – A jövő emlékei | FlashForward                          | Lloyd Simcoe                       | 22 epizód                                                                |
| 2012–2013 | Kasszasiker                   | Smash                                 | Derek Wills                        | 32 epizód                                                                |
| 2013      | Elvetélt lelkek               | Breathless                            | Otto Powell                        | minisorozat (6 epizód)                                                   |
| 2014      |                               | Sea of Fire                           | Marty Kesowich                     | tévéfilm                                                                 |
| 2014      | A férjem védelmében           | The Good Wife                         | Frank Asher                        | 1 epizód                                                                 |
| 2015      |                               | Life in Squares                       | idősebb David Garnett              | minisorozat (1 epizód)                                                   |
| 2016      |                               | The Mindy Project                     | Leland Breakfast                   | 1 epizód                                                                 |
| 2016      |                               | Untitled Sarah Silverman Project      | Blake                              | tévéfilm                                                                 |
| 2016      |                               | Prototype                             | Edward Conway                      | tévéfilm                                                                 |
| 2017      | Színtiszta siker              | White Famous                          | Peter King                         | 7 epizód                                                                 |
| 2017      |                               | Doomsday                              | Warren                             | tévéfilm                                                                 |
| 2018      |                               | Next of Kin                           | Guy Harcourt                       | minisorozat (6 epizód)                                                   |
| 2018      |                               | Deception                             | Alistair Black                     | 3 epizód                                                                 |
| 2019      |                               | The Morning Show                      | Jason Craig                        | 10 epizód                                                                |
| 2019–2021 |                               | Why Women Kill                        | Karl Grove / narrátor              | 20 epizód                                                                |
| 2022      |                               | Ten Percent                           | Jonathan Nightingale               | 8 epizód                                                                 |
| 2023      | Vádlott                       | Accused                               | John                               | 1 epizód                                                                 |